# فاني كيمبل
فرانسيس آن كيمبل، المعروفة لاحقًا باسم «بتلر» (27 نوفمبر 1809 – 15 يناير 1893)، كانت ممثلة بريطانية تنتمي إلى عائلة مسرحية اشتهرت في أوائل ومنتصف القرن التاسع عشر. كانت كاتبة معروفة ومشهورة، ومناصرة لإلغاء العبودية. شملت أعمالها المنشورة مسرحيات وقصائد شعرية وأحد عشر مجلدًا من المذكرات، إلى جانب كتابات في أدب الرحلات وأعمال مسرحية متنوعة. عاشت سنوات طويلة في الولايات المتحدة، واستقرّت بشكل خاص في فيلادلفيا بولاية بنسلفانيا، وكذلك في بلدة لينوكس بولاية ماساتشوستس.   
تتجلى الأهمية التاريخية الدائمة لكيمبل في يومياتها الخاصة التي كتبتها خلال إقامتها في جزر البحر، في مزارع زوجها. سجّلت في تلك اليوميات مشاهداتها حول أوضاع العبيد في المزرعة، وعبّرت عن مشاعرها المتصاعدة تجاه قضية إلغاء العبودية. كانت أيضًا من أوائل من مزجوا العروض الشفهية بالموسيقى.

## نشأتها وتعليمها
نشأت فاني، الابنة الكبرى للممثل تشارلز كيمبل وزوجته السابقة ماري تيريز دي كامب، التي وُلدت في فيينا، في كنف واحدة من العائلات المسرحية الشهيرة في إنجلترا. كانت ابنة أخت الممثلة التراجيدية البارزة «سارة سيدونز» والممثل المعروف «جون فيليب كيمبل»، بينما كانت أختها الصغرى مغنية الأوبرا أديلايد كيمبل. وُلدت فاني في لندن وتلقّت تعليمها الأساسي في فرنسا. في عام 1821، انتقلت إلى مدرسة داخلية في باريس لتدرس الفن والموسيقى، بما يليق بمكانتها كابنة لأشهر أسرة فنية في إنجلترا آنذاك. التحقت بأكاديمية السيدة لامب الواقعة في الشانزليزيه، حيث درست الأدب وآداب المجتمع. خاضت هناك أيضًا تجربتها المسرحية الأولى، عندما ألقت قراءات درامية أمام أولياء أمور الطلاب، ما شكّل بداية علاقتها المباشرة مع خشبة المسرح. خلال سنوات مراهقتها، خصّصت وقتًا كبيرًا لدراسة الأدب والشعر، وأبدت اهتمامًا خاصًا بأعمال اللورد بايرون.
كانت فرانسيس أرابيلا رودن (1774 – نحو 1840) من بين المعلمات اللواتي أثرن في حياة فاني كيمبل التعليمية. ارتبطت المعلمة بمدرسة ريدينغ آبي للبنات منذ أن بلغت السادسة عشرة من عمرها، واشتهرت بأسلوبها الآسر وشغفها العميق بالمسرح. لم تقتصر رودن على كونها شاعرة، بل امتلكت، بحسب وصف ماري راسل ميتفورد، «موهبة فريدة في تحويل تلميذاتها إلى شاعرات».
في عام 1827، ألّفت كيمبل أولى مسرحياتها، وهي مسرحية من خمسة فصول حملت عنوان «فرانسيس الأول». نالت هذه المسرحية استحسانًا نقديًا واسعًا، وأشاد بها نقاد القرن التاسع عشر لما فيها من حيوية وأصالة، ورأوا أنها تتضمن العديد من السمات الحقيقية التي يتطلبها التأليف الدرامي. وكتبوا أن النص «يُظهر روحًا وأصالةً كبيرتين، ويتضمن الكثير من الصفات الجوهرية في الكتابة المسرحية، ما يجعله جديرًا بالثقة، ويمنح مؤلفته الجرأة على مقارعة أي كاتب مسرحي معاصر لها دون تردد».

## مسيرتها الفنية
في السادس والعشرين من أكتوبر عام 1829، وفي سن التاسعة عشرة، ظهرت كيمبل لأول مرة على خشبة المسرح بدور جولييت في مسرحية «روميو وجولييت» على مسرح كوفنت جاردن، وذلك بعد ثلاثة أسابيع فقط من التدريبات. أسرت الحضور بشخصيتها الجذابة، ما جعلها محبوبة منذ اللحظة الأولى، وأسهمت شعبيتها في تمكين والدها من تعويض خسائره كمدير أعمال. أدت جميع الأدوار النسائية الرئيسية في تلك الفترة، وكان من أبرزها دور بورشيا وبياتريس في مسرحية شكسبير «ضجة كبيرة حول لا شيء»، إلى جانب دور الليدي تيزل في مسرحية ريتشارد برينسلي شيريدان «مدرسة الفضائح». رغم نفورها من تصنّع النجومية ومظاهرها، قبلت الراتب الذي عُرض عليها، تقديرًا لحاجة عائلتها ودعمًا لهم في أزماتهم المالية المتكررة.
في عام 1832، رافقت كيمبل والدها في جولة مسرحية إلى الولايات المتحدة. وأثناء وجودها في بوسطن عام 1833، سافرت إلى كوينسي لمعاينة التكنولوجيا الثورية لأول خط سكة حديد تجاري في الولايات المتحدة. سبق أن شهدت تجربة مماثلة في إنجلترا، إذ رافقت جورج ستيفنسون في رحلة تجريبية على خطي ليفربول ومانشستر قبل افتتاحهما الرسمي، ووصفت تلك التجربة في رسالة كتبتها مطلع عام 1830. كان خط سكة حديد الجرانيت أحد المعالم العديدة التي وثّقتها في مذكراتها خلال إقامتها في أمريكا.
تخلّت كيمبل عن مهنتها التمثيلية عند زواجها عام 1834، لكنها عادت إلى المنصة بعد انفصالها، مؤدية عروضًا منفردة، وافتتحت أولى جولاتها في الولايات المتحدة عام 1849. خلال قراءاتها المسرحية، ركّزت على تقديم أعمال شكسبير في نسخ محررة، إلا أنها، بخلاف غيرها، أصرّت على أداء النصوص كاملة. وبمرور الوقت، كوّنت ذخيرة أدائية واسعة اشتملت على خمسٍ وعشرين مسرحية من أعماله. قدّمت عروضها في بريطانيا والولايات المتحدة، وأنهت مسيرتها عللا المسرح عام 1868.

## زواجها
في السابع من يونيو عام 1834، اعتزلت كيمبل المسرح لتتزوج من الثري الفيلادلفي بيرس ميس بتلر، الذي تعرّفت إليه خلال جولتها التمثيلية في أمريكا مع والدها عام 1832. وعلى الرغم من أن لقاءهما وحياتهما المشتركة تركزا في فيلادلفيا، فإن أصول بيرس تعود إلى الجنوب، إذ كانت والدته ابنة بيرس بتلر، أحد الآباء المؤسسين الذي مثّل ولاية كارولينا الجنوبية في المؤتمر الدستوري. بموجب وصية جده، وافق بيرس على تغيير لقبه من «ميس» إلى «بتلر»، ما جعله الوريث القانوني لممتلكات جده، التي شملت مزارع القطن والتبغ والأرز في جزيرة بتلر جنوب مدينة دارين في ولاية جورجيا، إلى جانب مئات من العبيد الذين كانوا يعملون فيها. وبحلول الوقت الذي أنجبت فيه كيمبل ابنتيها، سارة وفرانسيس، كان زوجها قد ورث ثلاثًا من مزارع جده الواقعة في جزيرة بتلر، والمئات من الأشخاص الذين كانوا مستعبدين ضمنها.
زار بتلر المزارع خلال السنوات الأولى من زواجهما، لكنه لم يصحب كيمبل أو أطفالهما معه مطلقًا. وبناءً على إصرارها، قضيا في نهاية المطاف شتاء عام 1838–1839 في مزارع جزيرتي بتلر وسانت سيمونز، حيث واجها ظروفًا بدائية مقارنة بحياتهما المريحة في فيلادلفيا. خلال تلك الفترة، دوّنت كيمبل ملاحظاتها في مذكرات احتفظت بها، نُشرت لاحقًا تحت عنوان «مذكرات إقامة في مزرعة جورجية في 1838–1839»، وقد صبغت صفحاتها بشعور قوي مناهض للعبودية.
صُدمت كيمبل من الأوضاع القاسية التي عاشها العبيد وعملوا ويعملون في ظلها، ومن المعاملة القاسية التي تلقوها على يد المشرفين والمديرين. حاولت التدخل لتحسين ظروفهم، وعبّرت عن استيائها لزوجها من نظام العبودية، كما أثارت مسألة الأطفال من أصحاب البشرة المختلطة الذين نُسبوا إلى المشرف روزويل كينج الابن. غير أن بتلر رفض اعتراضاتها رفضًا قاطعًا، ومنعها من نشر أي شيء يتعلق بما رأته أو كتبته.

### انفصالها وطلاقها
رفع بتلر دعوى طلاق في عام 1847، بعد فترة من الانفصال بينهما، متّهمًا كيمبل بالهجر وسوء التصرف. خاض الزوجان طلاقًا مريرًا وطويل الأمد، انتهى في عام 1849، وحصل بتلر على حق الحضانة الكاملة لابنتيهما. لم تتمكن كيمبل من رؤية ابنتيها سوى في زيارات قصيرة ومحدودة، ولم تجمعها بهما لقاءات حقيقية إلا بعد بلوغ كل منهما سن الرشد في الحادية والعشرين.
بدّد زوج كيمبل السابق ثروة قُدّرت بـ 700 ألف دولار، لكنه تفادى الإفلاس من خلال بيع 436 شخصًا كانوا مستعبدين لديه، وذلك في يومي 2 و3 مارس من عام 1859. أُقيم المزاد، الذي عُرف لاحقًا باسم «مزاد العبيد الكبير»، في مضمار سباق تين برويك قرب مدينة سافانا في ولاية جورجيا، وكان أكبر مزاد فردي للعبيد في تاريخ الولايات المتحدة. نتيجة لضخامته وأهميته، حظي بتغطية من الصحافة الوطنية.
بعد الحرب الأهلية الأمريكية، سعى بتلر إلى إدارة مزارعه باستخدام العمالة الحرة، إلا أنه فشل في تحقيق أي أرباح تُذكر. توفي في ولاية جورجيا عام 1867 بسبب الملاريا. لم يتزوج بتلر مرة أخرى، وكذلك لم تفعل كيمبل.

## مسيرتها الفنية اللاحقة
في إنجلترا، عادت كيمبل إلى المسرح، فبدأت بالظهور في المسرحيات، ثم تحوّلت إلى تقديم قراءات لمسرحيات شكسبير في قاعات المحاضرات والحفلات الموسيقية. لاحقًا، عادت إلى الولايات المتحدة، وجابت المدن الكبرى، مقدّمة قراءات ناجحة لنصوص شكسبيرية حظيت بإقبال واسع. وعلى غرار والدها، وجدت نجاحًا أكبر في أداء قراءات شكسبير مقارنة بتمثيلها على المسرح.
أتاح لها هذا النجاح، بوصفها قارئة لشكسبير، شراء منزل بولاية ماساتشوستس.
في عام 1877، عادت كيمبل إلى لندن لتلتحق بابنتها الصغرى، فرانسيس، التي كانت قد انتقلت إلى هناك مع زوجها البريطاني وطفلهما. أقامت كيمبل في لندن حتى وفاتها، مستخدمةً اسمها قبل الزواج. خلال تلك الفترة، كانت شخصية بارزة وذات شهرة في المجتمع اللندني، وأصبحت في سنواتها الأخيرة صديقة مقربة للكاتب الأمريكي هنري جيمس. استندت روايته «ساحة واشنطن» (1880) إلى قصة روتها له كيمبل عن أحد أقاربها.